# Carretón

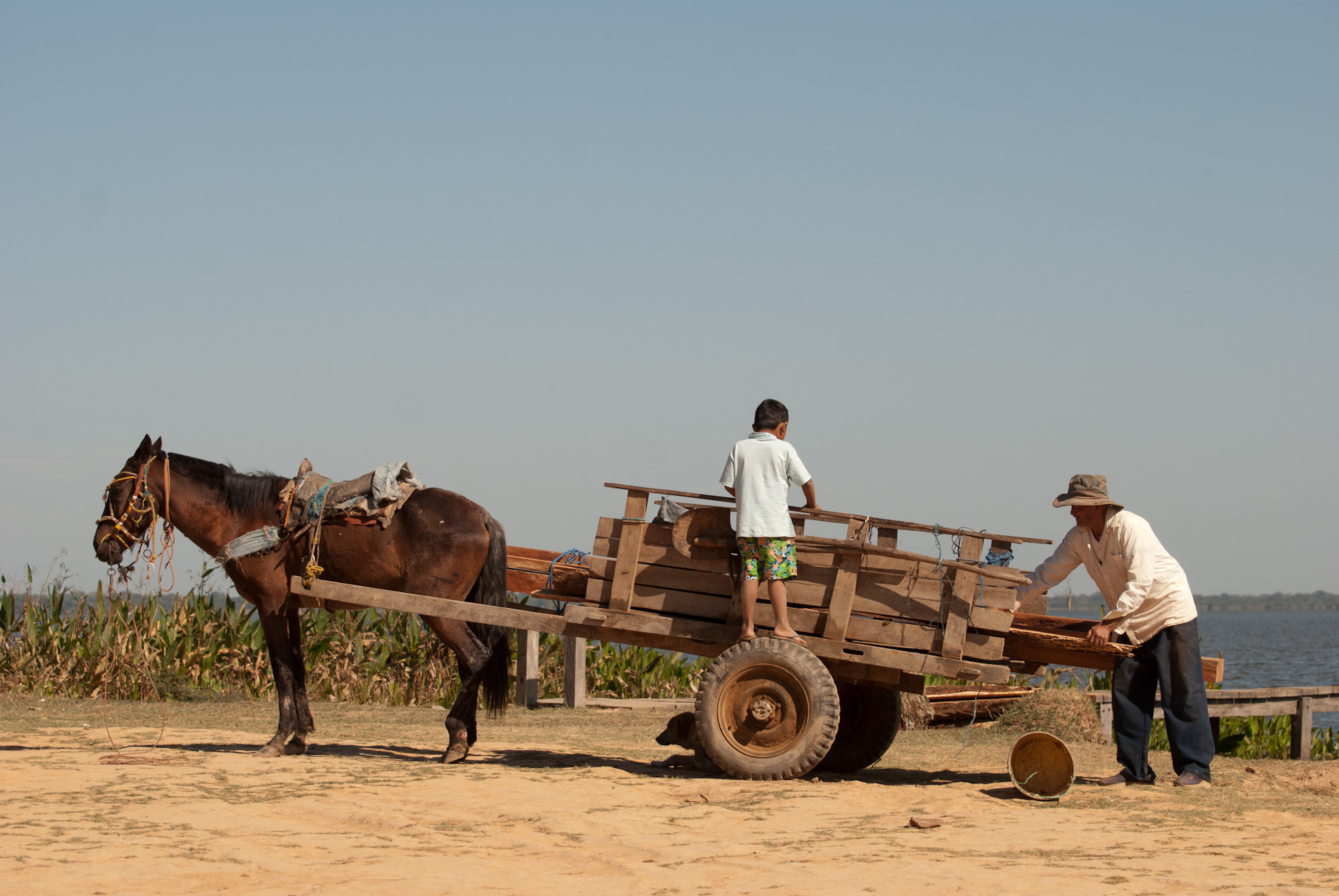
Carretón del Oriente Boliviano

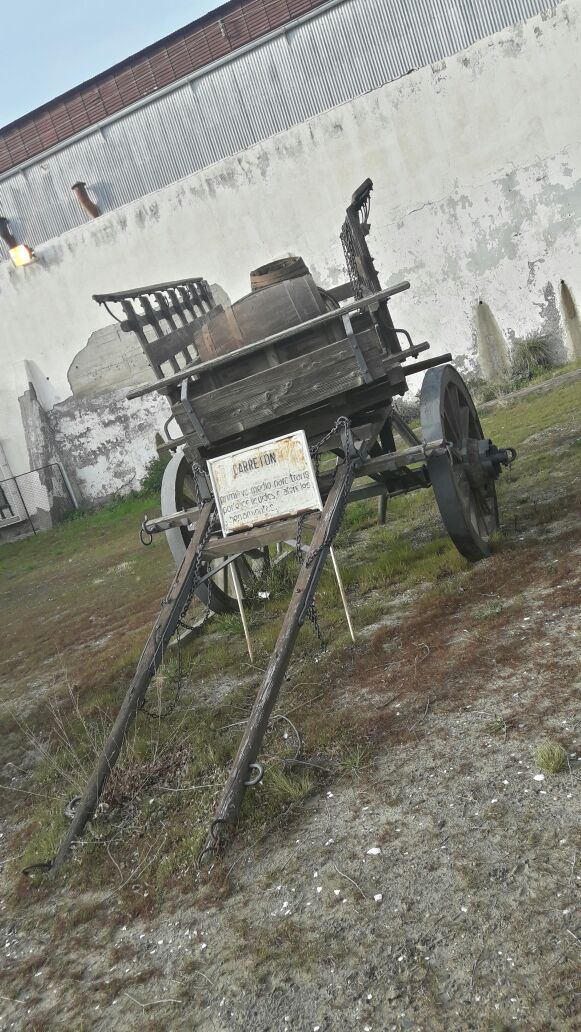
Transporte para desplazar barriles de petróleo en los antiguos campamentos petroleros. Estos eran capaces de soportar diversas cargas de distintos tamaños y pesos.
Este elemento se exhibe en el Museo Nacional del Petróleo en la ciudad de Comodoro Rivadavia

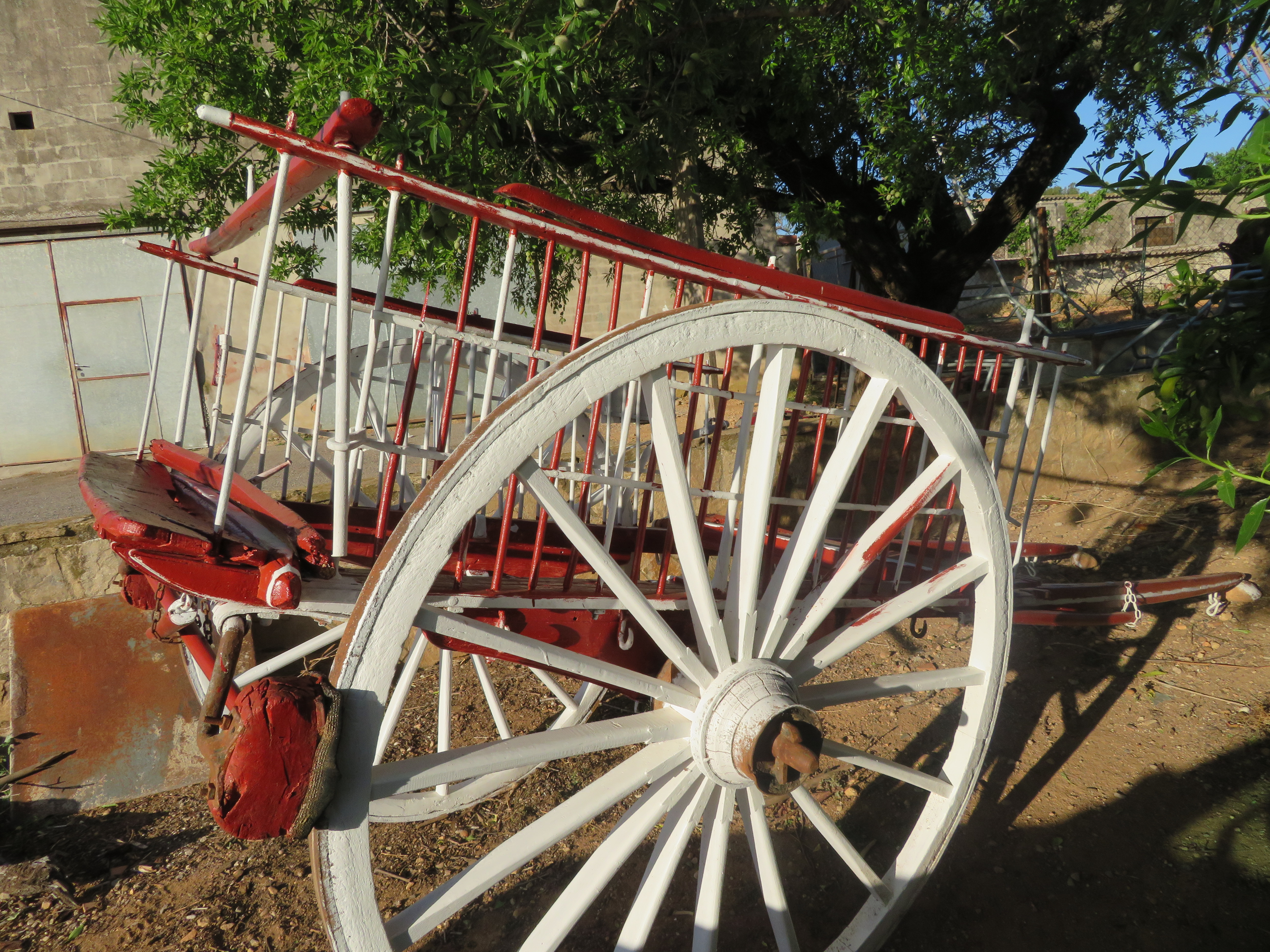
Antiguo carro de dos ruedas, fue construido en el, en un taller de carretería de les Coves de Vinroma (España).

Especie de carro pequeño abierto en la parte superior de dos o cuatro ruedas que se utiliza para transportar mercancía. Utiliza limonera para enganchar en varas la primera caballería. 
- El carretón de dos ruedas está formado por un tablero sobre dos fuertes largueros reforzados por traveseros. Tiene una pequeña cabria en su parte anterior para la carga y descarga y todo ello va montado sobre dos ruedas de eje común y gran diámetro. La carga y descarga se hacen inclinando el carruaje hacia atrás y auxiliándose de la cabria.
- El carretón-volquete sólo se diferencia del anterior en que puede volcar hacia atrás sin desenganchar la caballería de varas como se hace en los volquetes.

En la actualidad, el carretón, carretón industrial o carro motorizado suele hacer referencia a vehículos de transporte empleados para el movimiento de cargas pesadas en distintas industrias. Estos vehículos especiales pueden soportar cargas de hasta varios cientos de toneladas. Existen tanto carretones eléctricos como diésel.